# Пам'ятник Олександру Ханжонкову (Ростов-на-Дону)
Пам'ятник Олександру Ханжонкову (рос. Памятник Александру Ханжонкову) — пам'ятник російському кінематографісту Олександру Олексійовичу Ханжонкову, який був відкритий 24 серпня 2016 року на Будьонівському проспекті в Ростові-на-Дону. Робота була виконана ростовським скульптором Сергієм Олешней. На церемонії відкриття були присутні відомі актори і телеведучі.

## Історія
Ідея створення та встановлення пам'ятника кінематографісту Олександру Ханжонкову належить журналістці Любові Суркової. Вона звернулася з такою пропозицією до міської адміністрації — і там ідея знайшла підтримку. Почалася робота над ескізами. Було створено два підсумкових ескізу і один з них втілено в життя. Скульптором став Сергій Олешня, п'єдестал зроблений Юрієм Яковичем Дворниковим, однак крім них, були задіяні інші архітектори і скульптори.
Місце для встановлення скульптури було обрано не випадково: вона розташовується навпроти будівлі Олексіївської гімназії, в якій навчався режисер і сценарист Ханжонков, недалеко від цього місця розташований кіностудія. Також планується встановити дві меморіальні дошки: на будівлі, де навчався режисер і там, де він вперше побачив кіно.
Фігура Ханжонкова зі старовинної кінокамерою була відлита з бронзи. Висота постаменту дорівнює 2 метрам, висота скульптури — 2,5 метра. Відкриття пам'ятника відбулося у перший день міжнародного фестивалю мотиваційного кіно Bridge of Arts. На відкритті скульптури були присутні актриси Ірина Безрукова і Ірина Бабенко, телеведучий Дмитро Дібров, продюсер Алан Депардьє.

## См. також
- Пам'ятник Олександру Ханжонкову (Ялта) [Архівовано 25 серпня 2011 у WebCite]